# Vojaški ordinariat Brazilije
Vojaški ordinariat Brazilije (portugalsko Ordinariado Militar do Brasil) je rimskokatoliški vojaški ordinariat, ki je vrhovna cerkveno-verska organizacija in skrbi za pripadnike oboroženih sil Brazilije.
Sedež ordinariata je v Brasilii.

## Nadškofje
- Jaime de Barros Câmara (6. november 1950 - 9. november 1963)
- Jose Newton de Almeida Baptista (9. november 1963 - 31. oktober 1990)
- Geraldo do Espírito Santo Ávila (31. oktober 1990 - 14. november 2005)
- Osvino José Both (7. junij 2006 - danes)